# Víctor Zimmermann
Víctor Zimmermann (Presidencia Roca, 27 de septiembre de 1962) es un empresario y político argentino que ejerce como Senador Nacional en representación de la Provincia del Chaco desde el año 2019. Fue intendente de Fontana, Chaco, entre 1999 y 2001, y diputado nacional entre 2003 y 2007.

## Biografía
Nacido en 1962 en Presidencia Roca en seno de una familia judia, Zimmermann se graduó de contador en la Universidad Nacional del Nordeste en 1986. Miembro del partido Unión Cívica Radical, en 1988 comenzó a trabajar en el municipio de El Colorado, Formosa, como jefe contador. En 1995, trabajó como miembro de la comisión de contabilidad y control de gasto público de la Provincia del Chaco. Trabajó como profesor de Contabilidad en la Universidad Nacional del Nordeste entre 1993 a 2005.
En agosto de 1996, fue nombrado intendente interino de Fontana hasta diciembre de 1996. Entre 1997 y 1999, fue secretario de planificación y viceministro de economía de la Provincia del Chaco, bajo el mando del Gobernador Ángel Rozas. En diciembre de 1999, fue elegido intendente de Fontana hasta julio de 2001. Entre 2012 y 2014, fue presidente del comité de la Unión Cívica Radical del Chaco.
Fue elegido miembro de la cámara de diputados en las elecciones de 2003, donde su lista alcanzó el 43.89% de los votos.
En las elecciones de 2019 fue elegido senador de la nación, elegido en segundo lugar con su lista obteniendo el 36.19% de los votos. Renunció a su banca el día 7 de octubre de 2024 para asumir como Ministro de Producción de la provincia de Chaco en el gobierno del gobernador Leandro Zdero.
Durante las sesiones extraordinarias de 2025 renuncia intempestivamente al Ministerio de Producción para impulsar un proyecto que conforme una comisión investigadora sobre la cripto estafa que involucra al primer mandatario. Proyecto al que luego vota en contra imposibilitando la investigación del presidente en el senado nacional.